# Hamilton Fish
Hamilton Fish (Nova Iorque, 3 de agosto de 1808 – Garrison, 7 de setembro de 1893) foi um advogado e político norte-americano que serviu como o 16º governador de Nova Iorque, Senador e 26º Secretário de Estado. Fish é considerado um dos melhores Secretários de Estado da história do país, conhecido por seus esforços sensatos e reformistas durante a administração de Ulysses S. Grant. Ele resolveu a controversa questão da embarcação CSS Alabama com o Reino Unido através do desenvolvimento do conceito de arbitragem internacional. Ao friamente cuidar do incidente com o navio Virginius, Fish impediu que os Estados Unidos entrassem em guerra contra a Espanha por causa da independência de Cuba. Em 1875, ele começou a negociar um tratado de troca recíproca com os habitantes do Havaí, abundantes em açúcar, iniciando o processo para transformar o arquipélago em um estado. Fish organizou uma conferência e tratado de paz em Washington, D.C. entre países sul-americanos e a Espanha. Ele também trabalhou com John Milton Turner, o primeiro consul afro-americano, para encerrar a guerra dos libérios com o povo grebo. O presidente Grant afirmou que Fish era a pessoa que ele mais confiava para conselhos políticos.
Fish nasceu em uma rica família de Nova Iorque e estudou no Columbia College, na Universidade Columbia. Pouco depois de se formar, ele trabalhou como comissário de ação e tentou, sem sucesso, ser eleito para a Assembleia Legislativa de Nova Iorque em 1834 pelo Partido Whig. Após casar-se, Fish voltou para a política e foi eleito para a Câmara dos Representantes dos Estados Unidos. Ele concorreu a vice-governador em 1846, mas perdeu para o candidato Democrata. Quando o cargo ficou vago em 1847, ele foi eleito. No ano seguinte ele concorreu a governador e foi eleito, servindo um mandato. Em 1851, Fish elegeu-se senador e também serviu um mandato. Ele ganhou grande experiência ao atuar no Comitê de Relações Exteriores. Fish entrou para o Partido Republicano quando o Whig se dissolveu. Sobre a escravidão, ele era um moderado que desaprovou o Ato de Kansas-Nebraska e a expansão da escravidão.
Depois de viajar pela Europa, Fish voltou para os Estados Unidos e apoiou Abraham Lincoln como candidato a presidente em 1860. Durante a Guerra de Secessão, ele arrecadou dinheiro para o esforço de guerra da União e serviu na comissão presidencial para a troca de prisioneiros entre a União e os Estados Confederados da América. Quando a guerra acabou ele voltou a advocacia e acreditou-se que havia se aposentado da política. Quando Grant foi eleito presidente em 1868, Fish foi nomeado Secretário de Estado no ano seguinte. Ele assumiu o Departamento de Estado com vigor, reorganizou o cargo e estabeleceu uma reforma do serviço civil. Fish, em seu mandato de oito anos, teve de lidar com a beligerância cubana, o fim da crise do Alabama, disputas com o Canadá sobre as fronteiras, e o incidente do Virginius. Ele implementou o conceito de arbitragem internacional, onde as disputas entre países eram resolvidas pela diplomacia e não pela guerra. Fish envolveu-se na disputa entre o senador Charles Summer e a tentativa mal sucedida do presidente Grant em anexar a República Dominicana. Ele organizou uma expansão naval e em 1871 tentou abrir negociações de comércio com a Coreia. Ao sair do cargo em 1877, Fish voltou a vida privada e participou de várias organizações históricas. Seus descendentes serviriam na Câmara dos Representantes por três gerações. Ele morreu em 1893.